# حتب حرس الأولى
حتب حرس (عاشت نحو 2650 قبل الميلاد)، هو اسم ملكة مصرية قديمة وهي ابنة ملك وزوجة ملك وأم ملك. أبوها حوني آخر فراعنة الأسرة الثالثة، وزوجها سنفرو هو مؤسس الأسرة الرابعة، وإبنها خوفو الذي بنى الهرم الأكبر في الجيزة. عثر على كنوز قبرها إلى جوار الهرم الأكبر، فوجدت المقبرة سليمة كاملة، في حين وجد تابوتها خاويا وتم نقله إلى متحف القاهرة.

## حياتها
يُعتقد أن حتب حرس الأولى كانت زوجة الملك سنفرو ووالدة الملك خوفو، وجدة الملك خفرع. من المرجح أنها كانت زوجة ثانوية لسنفرو، ولم تحظَ بمكانة بارزة إلا بعد تولي ابنها العرش. كانت أيضًا جدة لكل من الملك دجيدف رع والملك خفرع، بالإضافة إلى الملكة حتب حرس الثانية. حملت عدة ألقاب مميزة، منها: أم الملك، أم ملك الأرضين، خادمة حورس، وابنة الإله من جسده.
يعتقد أن زواج حتب حرس الأولى من سنفرو عزز صعوده إلى العرش. لأنها حملت الدم الملكي من سلالة إلى أخرى، اتحدت سلالتان ملكيتان عظيمتان عندما تزوجا. يشير لقبها "ابنة الإله من جسده" إلى والدها حوني، الذي حكم في نهاية الأسرة الثالثة وكان يُنظر إليه كشخصية مقدسة. تزوجت حتب حرس الأولى من سنفرو وأنجبت الملك التالي خوفو، الذي أمر ببناء مقبرتها وهرمها.
تمتعت أمهات الملوك في مصر القديمة بمكانة متميزة، حيث كانت ألقاب حتب حرس الأولى تعكس علاقتها بإبنها ودوره كملك.
عرفت الملكة حتب حرس أساسا من مقبرتها المبنية في هيئة بئر تحت الأرض ينتهي بغرفة بالقرب من الهرم الأكبر. وجد في الغرفة أثاث وأواني وأختام تحمل اسمها. ويعتقد أن اسمها من ضمن أسماء ملوك مصر المذكورين في حجر باليرمو، كما يوجد اسمها مكتوبا على النافذة السنوية للفرعون خوفو، مما يؤكد انها كانت أم خوفو.

## ألقابها
| M23 · X1 | L2 · X1 | G14 |

| M23 · X1 | L2 · X1 | G14 |

| R8 | G39 · X1 |

| R8 | G39 · X1 |

## عائلتها
يعرف عنها أنها أم خوفو باني الهرم الأكبر؛ وبذلك تعتبر زوجة سنفرو. ويشير إلى ذلك ما عثر في مقبرتها من ستائر تخص خيمتها المشكلة في هيئة تكعيبة، وصندوق يحوي أقمشة الخيمة. ومن الأثات ما يحمل اسم سنفرو. وعلى هذا الأساس يعتقد انها كانت زوجة سنفرو. وكانت تحمل لقب «سات نيثر» بمعنى ابنة الإله ، وكان هذا اللقب خلال الدولة القديمة لا يحمله إلا أم الملك .

## مقبرتها

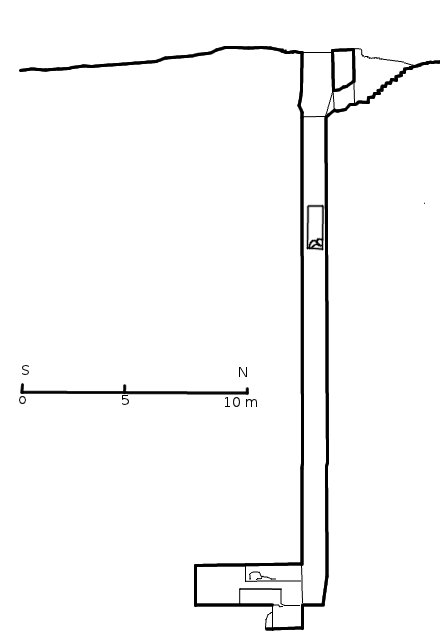
مقطع لمقبرة الملكة حتب حرس

كانت حجرة المقبرة صغيرة لكنها كانت تعم بالأشياء.
وجد الغذاء الذي كان محفوظا لها فاسدا ، وكانت جميع الموجودات مغطاة بالغبار. ووجدت صفائح من الذهب كانت تزين الأثاث منثورة على الأرض؛ ولكن عالم الآثار الأمريكي «رايسنر» استطاع إعادة تركيب الأثاث. ومع ان إعادة تركيب الأشياء من الأعمال المعتادة لعالم الآثار إلا أنها أخذت منه في تلك المرة وقتا طويلا وصبرا.
وجد كرسيان في الحجرة ، وخيمة في شكل تكعيبة ، وسرير ، وكرسي محمول. وبجانبهم وجدت صناديق وحلي وعدد كبير من الأواني الفخارية .
أعيد تكوين السرير وهو معروض في المتحف المصري بالقاهرة ، ويحب الزائرون تصويره لأنه يعطي صورة عن طريقة نوم قدماء المصريين .

وبالقرب من حائط حجرة المقبرة وجد التابوت الخاص بالملكة حتب حرس ، إلا أنه وجد فارغا. ولا يعرف حتى الآن مقر وجود المومياء. يختلف العلماء على تفسير ذلك. 
- السرير المعاد تركيبه.
- الكرسي المحمول.
- الأساور الذهبية لحتب حرس.
- كرسي الملكة.

## وصلات خارجية
- Das Grab der Hetepheres. Archiviert vom Original am 30. April 2010.

## اقرأ أيضا
- مقبرة حتب حرس
- خوفو
- حتب حرس الثانية
- حم إيونو
- إيونو